# Tonner-Klasse

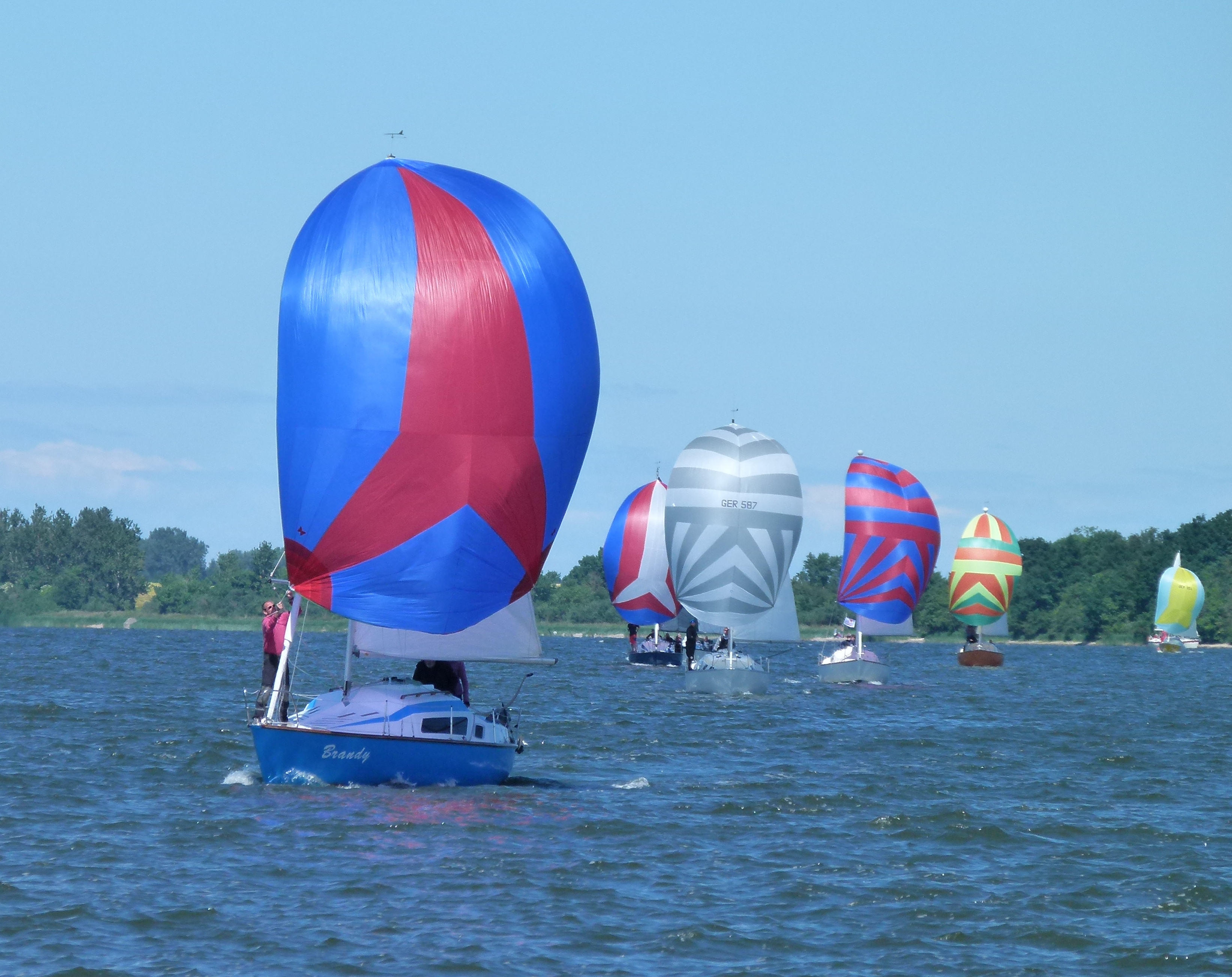
Stralsunder Segelwoche 2014, Vierteltonner „Hiddensee“

Mit Tonner-Klasse(n) werden im Yachtsport Konstruktionsklassen nach der Vermessungsformel für Regattayachten IOR (International Offshore Rule) bezeichnet, die unterteilt in verschiedene Untergruppen vergütungsfrei gegeneinander segeln können. Das bedeutet, jede Tonner-Klasse segelt in ihrer Klasse nur nach der gesegelten Zeit, die schnellste Yacht gewinnt ohne Zeitausgleich für die Mitkonkurrenten.
Die Tonner-Klasse entstand 1965, da der One-Ton-Cup (Eintonner-Pokal) durch mangelnde Beteiligung von Yachten der bisherigen Meter-Klasse neu ausgeschrieben wurde. Der den Pokal stiftende Verein Cercle de la Voile de Paris schrieb die Regatta für Segelyachten mit einem Rennwert von maximal 22 Fuß nach RORC bzw. 27,5 Fuß nach IOR aus.
Der Name Eintonner stammt vom One-Ton-Cup aus dem Jahr 1898 und bezeichnete Segelboote einer Konstruktionsklasse mit einem Kielgewicht von einer Tonne (Short Ton). Als diese Bootsklasse aus der Mode kam, wurde der Eintonnerpokal 1907 für Yachten der damals aktuellen 6mR-Yachten ausgeschrieben, bis die 6er 1962 das letzte Mal antraten. Seit 1999 wird der Eintonnerpokal mit Corel 45-Yachten ausgesegelt, der IC45-Weltmeister erhält den Eintonnerpokal.

## Tonner-Klassen
Es werden sechs Tonner-Klassen unterschieden, die sich auf den Eintonner als Referenzgröße beziehen und eine Rennwertbegrenzung nach IOR-Formel nach oben hin festlegen:
- Zweitonner bis maximal 32,0 Fuß, seit 1970
- Eintonner bis maximal 27,5 Fuß, seit 1965
- Dreivierteltonner bis maximal 24,5 Fuß, seit 1970
- Halbtonner bis maximal 21,7 Fuß, seit 1967
- Vierteltonner bis maximal 18,0 Fuß, seit 1968
- Achtel- oder Minitonner bis maximal 16,0 Fuß, seit 1970